# 思子淵神社 (高島市安曇川町中野)
思子淵神社（しこぶちじんじゃ）は、滋賀県高島市安曇川町中野に鎮座する神社である。旧社格は村社。

## 祭神
- 思子淵神
- 彦火火出見尊

## 神紋
菱形四ッ目

## 歴史
建武元年（1334年）の創祀と伝わる。思子淵神は、安曇川流域固有の神様である。「七シコブチ」と呼ばれる思子淵神を祀る神社のひとつ。七シコブチには、河童伝説を有する。明治9年（1876年）に村社に列格された。

## 祭事
- 例祭 5月1日

## 境内社
- 八幡神社
- 稲荷神社

## 交通
- JR安曇川駅より江若バス朽木学校行　中野バス停下車徒歩8分